# Рзаев, Турал Эльхан оглы
Турал Эльхан оглы Рзаев (азерб. Rzayev Tural Elxan oğlu; 26 августа 1993, Гянджа, Азербайджан) — азербайджанский футболист, полузащитник клуба «Кяпаз».

## Биография
Футболом начал заниматься в возрасте 6 лет в родном городе Гянджа в спортивном обществе «Локомотив», где провел 9 лет. Первые 6 лет его наставником был Константин Максимович Абраменко, после его смерти — Рауф Рзаев. 
В возрасте 15 лет поступил в Республиканский Олимпийский спортивный лицей в Баку, где проучился до 17 лет. Основным тренером футболиста был Рахман Тагиев. Также тренировался под руководством Сардара Абдуллаева.
После окончания спортивного лицея начал выступать за юношеский состав (до 17 лет) ФК «Нефтчи» (Баку). В 2010 году перешёл в дубль команды.

## Карьера

### Чемпионат
Профессиональную карьеру футболиста начал в 2013 году с выступления за клуб Первого дивизиона Азербайджана «Ахсу» из одноимённого города, куда перешёл на основе аренды из бакинского «Нефтчи». Провел здесь два сезона. В январе 2015 года перешёл в другой клуб первой лиги — ФК «Зиря».
Летом 2015 года, после селекционных сборов в Гяндже, подписал годичный контракт с дебютантом Премьер-Лиги, одним из самых титулованных клубов Азербайджана — ФК «Кяпаз» из Гянджи, в составе которого принял участие в учебно-тренировочных сборах в турецкой Анталье. В основном составе гянджинцев дебютировал в первом же матче чемпионата 2015/2016 9 августа 2015 года против бакинского «Нефтчи».

### Кубок
Будучи игроком ФК «Ахсу», провел в Кубке Азербайджана две игры:
| № | Дата            | Раунд                      | Клуб            | Соперник | Лига            | Итог  |
| - | --------------- | -------------------------- | --------------- | -------- | --------------- | ----- |
| 1 | 30 октября 2013 | Первый раунд — 1/16 финала | «Араз-Нахчыван» | «Ахсу»   | Первый Дивизион | 1 : 0 |
| 2 | 3 декабря 2014  | Второй раунд — 1/8 финала  | «Габала»        | «Ахсу»   | Первый Дивизион | 3 : 0 |

## Достижения
- Серебряный призёр Первого Дивизиона Азербайджана сезона 2014/2015 годов в составе ФК «Ахсу».